# کمدن (کارولینای شمالی)
کمدن (به انگلیسی: Camden) شهری در ایالت کارولینای شمالی کشور ایالات متحده آمریکا است که جمعیت آن در سرشماری سال ۲۰۱۰ میلادی، ۵۹۹ نفر بوده‌است.